# Dados de Serviços Suplementares Não estruturados

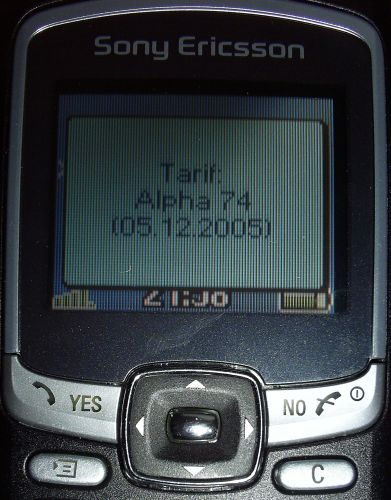
USSD em um celular Sony Ericsson (2005)

Código de Serviços Suplementares, também chamado por Dados de Serviços Suplementares Não estruturados (do inglês Unstructured Supplementary Service Data, abreviado USSD), Interface Homem Máquina (do inglês Man Machine Interface, abreviado MMI), ou Códigos de Recurso, é um tipo de comunicação interativa utilizado por aparelhos celulares que usam a tecnologia de comunicação GSM se comunicarem com as operadoras de telefonia móvel, estes executam funções rápidas através da interação discador e máquina, parecida com transmissão de mensagens de texto SMS (os dois são padrões GSM).
Existem outras funções, como: uso na navegação WAP, retorno de chamada de serviço pré-pago, serviços de conteúdo baseado em localização, menu de serviços e, como parte de configuração do telefone na rede.
As mensagens USSD são formadas por até 182 caracteres alfanuméricos. Ao contrário do SMS (Serviço de Mensagem Curta), o USSD cria uma conexão em tempo real durante uma sessão USSD, permitindo uma troca rápida de uma seqüência de dado, mais ágil que os serviços que utilizam o SMS. 

## Uso
As mensagens USSD são enviadas do telefone celular através do discador ao digitar um código. Mas nem todos os códigos funcionam em todos os telefones, em alguns casos, o sistema operacional do celular pode impedir o envio manual de código USSD.
Quando um usuário envia uma mensagem para o telefone da empresa de rede, ele é recebido por um computador dedicado para USSD, este responde exibindo uma mensagem na tela do telefone em um formato básico. Não são definidos por qualquer padronização de corpo, de modo que cada operador de rede pode implementar da forma mais adequado para os seus clientes.
Esta tecnologia é utilizada para fornecer serviços independente de chamada, reduzindo tarifas de telefone (quando estiver em roaming), indo direto ao ponto sem informações suplementares, melhorando o marketing interativo ou  serviços de informações.
Muito usado no serviço de consulta de saldo disponível. Em algumas casos o serviço executado é cobrado, no caso da ação de recarga do saldo do usuário cartão SIM ou código PIN.
USSD também é utilizado em conjunto com o SMS. O usuário envia uma solicitação à rede via USSD, e a rede responde com uma confirmação de recebimento: Posteriormente, uma o cliente recebe uma mensagens de SMS informando o status e/ou resultados do pedido.  Alguns operadores utilizam para fornecer atualizações em tempo real da redes sociais sites como Facebook e Twitter. A wikipédia usa para indicar artigos.
Em tais casos, o SMS é usado para "empurrar" uma resposta ou atualizações para o aparelho quando a rede está pronto para enviá-los. Em contraste, a tecnologia USSD é utilizado para o comando-e-controle.

## Detalhes técnicos
A maioria dos telefones GSM tem suporte a tecnologia USSD. É geralmente associado a serviços em tempo real ou mensagens instantâneas. Não possui a capacidade de store-and-forward, típico de outros mensagem curtas de protocolos como o SMS.
USSD Fase 1, como especificado no GSM 02.90, oferece suporte mobile-iniciado ("pull") de operações. No núcleo da rede, a mensagem é entregue através de MAPA;USSD Fase 2, conforme especificado no GSM 03.90. Depois de introduzir um código USSD em um aparelho GSM, a resposta do operador é apresentado dentro de alguns segundos.

### Formato
Uma típica mensagem USSD, é uma tecnologia do tipo GSM, tem no máximo 180 caracteres, que começa com um asterisco (*) seguido de algarismos que compõem comandos ou dados. Grupos de dígitos podem ser separados por asteriscos. A mensagem termina com um sinal de número (#).

### Modo USSD
- USSD/PUXE ou USSD/P2A
- quando o usuário disca um código em um aparelho celular GSM, por exemplo *139#

A rede iniciou
- USSD/ENVIO ou USSD/A2P
- quando o usuário recebe uma mensagem de emissão da rede; usado principalmente para serviços promocionais, por exemplo *101#

## Código da tabela
Os códigos abaixo não são códigos USSD, mas, são códigos de Serviço Suplementar MMI; São padronizados, de modo que eles são os mesmos em cada telefone GSM. Eles são interpretadas pelo aparelho, e um comando correspondente é enviado para a rede. Estes códigos podem não funcionar quando usam uma interface; comandos AT definidos para cada ação.
BS é o tipo de portador de serviço, alguns valores válidos são:
- 11 para voz
- 13 para fax
- 16 para o SMS (válido apenas para restrição)
- 25 para dados
- <deixar em branco> para todos.

T é o número de segundos para a Resposta Condição de Timer padrão é 20 segundos, se não for especificado.
| Code | Function                                                     | Note | Switch on                                                   | Switch off                                                  | Display status                                              |
| ---- | ------------------------------------------------------------ | --- | ----------------------------------------------------------- | ----------------------------------------------------------- | ----------------------------------------------------------- |
| 002  | desvios                                                      | incondicional, ocupado, inacessível, não responde                                                        | * * 002 * number * BS * T #                                 | # # 002 * * BS #                                            | * # 002 * * BS #                                            |
| 004  | redirecionamentos condicionais                               | ocupado, inacessível, não responde                                                                       | * * 004 * number * BS * T #                                 | # # 004 * * BS #                                            | * # 004 * * BS #                                            |
| 03   | Alterar senha da rede                                        | a senha depende da rede, o padrão em algumas redes é 0000. Consulte funções de restrição de chamadas *33 | * * 03 * 330 * old password * new password * new password # | * * 03 * 330 * old password * new password * new password # | * * 03 * 330 * old password * new password * new password # |
| 04   | Mudar PIN                                                    | * * 04 * old PIN * new PIN * new PIN #                                                                   | * * 04 * old PIN * new PIN * new PIN #                      | * * 04 * old PIN * new PIN * new PIN #                      |                                                             |
| 042  | Mudar PIN2                                                   | Only with Phase 2 SIM                                                                                    | * * 042 * old PIN2 * new PIN2 * new PIN2 #                  | * * 042 * old PIN2 * new PIN2 * new PIN2 #                  | * * 042 * old PIN2 * new PIN2 * new PIN2 #                  |
| 05   | Mudar PIN por PUK                                            | * * 05 * PUK * new PIN * new PIN #                                                                       | * * 05 * PUK * new PIN * new PIN #                          | * * 05 * PUK * new PIN * new PIN #                          |                                                             |
| 052  | Mudar PIN2 por PUK                                           | apenas com o SIM da Fase 2                                                                               | * * 052 * PUK * new PIN2 * new PIN2 #                       | * * 052 * PUK * new PIN2 * new PIN2 #                       | * * 052 * PUK * new PIN2 * new PIN2 #                       |
| 06   | número do aparelho (IMEI)                                    | *#06# | *#06#                                                       | *#06#                                                       |                                                             |
| 21   | desvio incondicional                                         | todas as chamadas recebidas serão desviadas                                                              | * * 21 * number * BS #                                      | # # 21 * * BS #                                             | * # 21 * * BS #                                             |
| 30   | número do chamador exibido (CLIP)                            | obter o CLIP exibido                                                                                     | * 30 #                                                      | # 30 #                                                      | * # 30 #                                                    |
| 31   | suppressing the transmission of caller's phone number (CLIR) | for all subsequent calls                                                                                 | # 31 #                                                      | * 31 #                                                      | * # 31 #                                                    |
| 31   | temporary change of the transmission of CLIR                 | valid just for the next call; no final #                                                                 | # 31 # number                                               | * 31 # number                                               |                                                             |
| 330  | total incoming and outgoing service barring                  | password is network dependent, default on some networks is 0000                                          | * 330 * password * BS #                                     | # 330 * password * BS #                                     | * # 330 * * BS #                                            |
| 33   | outgoing call barring                                        | password is network dependent, default on some networks is 0000                                          | * 33 * password * BS #                                      | # 33 * password * BS #                                      | * # 33 * * BS #                                             |
| 331  | outgoing international call barring                          | password is network dependent, default on some networks is 0000                                          | * 331 * password * BS #                                     | # 331 * password * BS #                                     | * # 331 * * BS #                                            |
| 332  | outgoing international call barring, excluding to home       | password is network dependent, default on some networks is 0000                                          | * 332 * password * BS #                                     | # 332 * password * BS #                                     | * # 332 * * BS #                                            |
| 333  | total outgoing service barring                               | password is network dependent, default on some networks is 0000                                          | * 333 * password * BS #                                     | # 333 * password * BS #                                     | * # 333 * * BS #                                            |
| 35   | incoming call barring                                        | password is network dependent, default on some networks is 0000. Incompatible with call diversion        | * 35 * password * BS #                                      | # 35 * password * BS #                                      | * # 35 * * BS #                                             |
| 351  | incoming call barring, when international roaming            | password is network dependent, default on some networks is 0000                                          | * 351 * password * BS #                                     | # 351 * password * BS #                                     | * # 351 * * BS #                                            |
| 353  | total incoming service barring                               | password is network dependent, default on some networks is 0000                                          | * 353 * password * BS #                                     | # 353 * password * BS #                                     | * # 353 * * BS #                                            |
| 37   | Call back on busy (CCBS)                                     | valid on some mobile networks only                                                                       | * 37 #                                                      | # 37 #                                                      | * # 37 #                                                    |
| 43   | incoming call notification when busy                         | * 43 * BS #                                                                                              | # 43 * BS #                                                 | * # 43 * BS #                                               |                                                             |
| 61   | call divert when not answered                                | * * 61 * number * BS * T #                                                                               | # # 61 * * BS #                                             | * # 61 * * BS #                                             |                                                             |
| 62   | call divert when off or not reachable                        | * * 62 * number * BS #                                                                                   | # # 62 * * BS #                                             | * # 62 * * BS #                                             |                                                             |
| 67   | call divert when busy or pressing reject                     | * * 67 * number * BS #                                                                                   | # # 67 * * BS #                                             | * # 67 * * BS #                                             |                                                             |
| COD  | Função                                                       | Nota | Switch on                                                   | Switch off                                                  | Status na tela                                              |